# 豊田賢太
豊田 賢太（とよた けんた、2002年（平成14年）1月28日 - ）は、日本の歌手、ダンサー、俳優、ファッションモデル。ダンス＆ボーカルグループ「Zero PLANET」の元メンバーである。徳島県出身。血液型はA型。

## 略歴
2016年、中学校内の人権劇に出演した際、終了後の生徒による感想文で称賛されたことをきっかけに俳優や芸能界に興味を持つようになる。2018年春、「男子高生ミスターコン」に知人らから他薦され、新しい道が開けるかもしれないとエントリー。9月24日に中国・四国エリアグランプリを受賞した。
2019年3月25日、ダンス＆ボーカルグループ「Zero PLANET」へ加入。
2020年3月13日より、舞台「戦国学園～令和決戦！天下取り～」に出演し、舞台出演を果たす。
2024年、SBSとF&Fエンターテインメントのオーディション番組「UNIVERSE LEAGUE」に出演。最終順位12位でデビューには至らなかった。

## 人物
- 徳島県立富岡西高等学校には2年生まで在籍[2]。
- ケーキをワンホール食べることを特技としている[7]。
- 「徳島で一番有名になる」を目標に掲げている[1]。
- 高校の先輩である犬飼貴丈のような俳優になりたいと語っている[1]。

## 出演

### ウェブドラマ
- 僕だけが17歳の世界で（2020年2月20日、AbemaTV） - クラスメイト 役[8]

### テレビドラマ
- バイプレイヤーズ〜名脇役の森の100日間〜 第4話（2021年1月29日、テレビ東京） - 劇中ドラマ「CTO」の生徒 役

### 映画
- もしもあたしたちがサイサイじゃなかったら。＆HERO DOCUMENTARY FILM（2020年9月25日公開、プラチナムピクセル）

### 舞台
- 戦国学園～令和決戦！天下取り～（2020年3月13日 - 3月18日、浅草花劇場） - 伊達牛譚 役[9][10]
- 神の子供達はみな遊ぶ（2020年11月5日 - 11月8日、東京・アトリエファンファーレ東新宿）

### Web
- 今日、好きになりました。 冬休み編（2019年12月16日 - 2020年1月20日、AbemaTV） - けんた 役[11]

### テレビ番組
- UNIVERSE LEAGUE（2024年11月22日 - 2025年1月24日、SBS)

### ミュージックビデオ
- Kamin「ありよりのあり」（2019年12月22日）[12]